# كوف
كوف (بالأيرلندية Cobh)، وينطق اسمها cove، هي مدينة وميناء أيرلندي تقع على الساحل الجنوبي لمقاطعة كورك الأيرلندية. تعداد سكانها 28639 نسمة. أطلق عليها سنة 1849 اسم «كوينزتاون» (بالإنجليزية Queenstown) ـ أي مدينة الملكة ـ تخليداً لزيارة الملكة فكتوريا، ثم أعيد لها اسمها القديم «كوف» سنة 1922 عقب تأسيس دولة أيرلندا الحرة.

## توأمة
لكوف اتفاقيات توأمة مع كل من:
- بلويرميل
- Kolbuszowa [الإنجليزية]‏
- كروزيرو [الإنجليزية]‏
- ليك تشارلز
- Pontarddulais [الإنجليزية]‏

## أعلام
- ديريك باريت
- سونيا اوسيلفيان
- فريدي وايت
- باتسي دونوفان
- باتريك والش
- أندرياس آدامز